# Gaspare Diziani
Gaspare Diziani (* 24. November 1689 in Belluno; † 17. August 1767 in Venedig) war ein italienischer Maler, Zeichner, Kupferstecher, Bühnenbildner und Restaurator des Spätbarock und des frühen Rokoko.

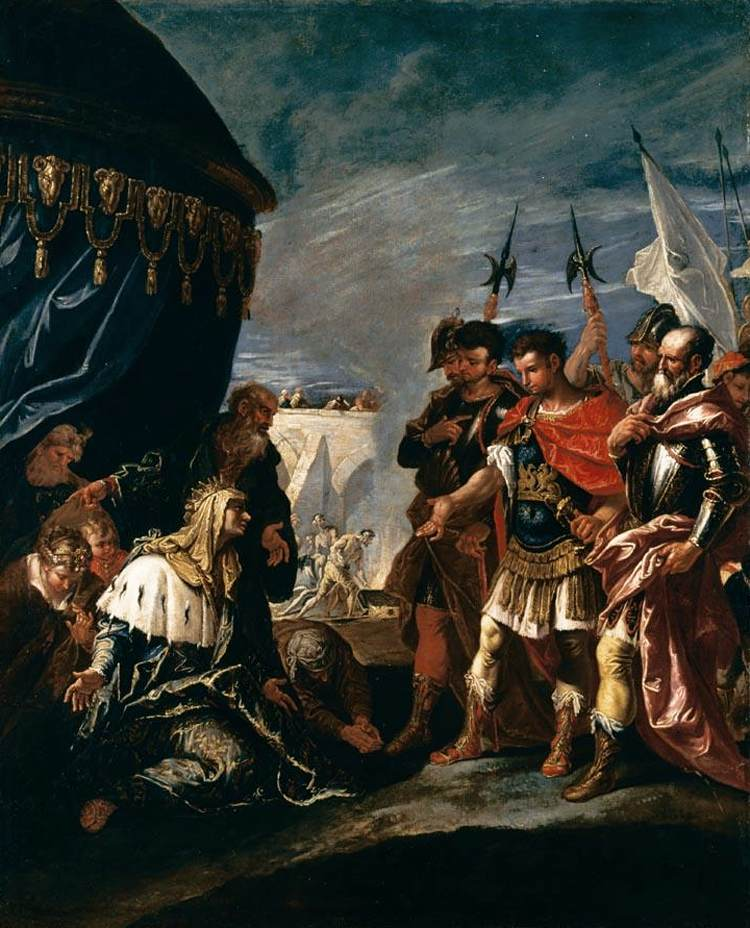
Die Familie des Darius vor Alexander dem Großen (ca. 1740) von Gaspare Diziani

## Leben
Gaspare Diziani begann seine Studien der Malerei bei Antonio Lazzarini in Belluno. Später zog er nach Venedig, wo er zuerst der Werkstatt von Gregorio Lazzarini beitrat. Danach ging er bei Sebastiano Ricci in die Lehre, der ihn wesentlich beeinflusste und als dessen wichtigster Nachfolger Diziani heute angesehen wird.
Ab 1712 zog Diziani als reisender Künstler durch Europa. Zunächst hielt er sich in England auf. Von August III. um 1717 nach Sachsen gerufen, verbrachte er einige Jahre an dessen Hof. Er gestaltete Bühnenbilder und malte einige Altarbilder für die Schlosskirche in Dresden. 1718 fertigte er für die Münchner Residenz vier Supraporten an.
Abgesehen von einem Aufenthalt in Rom (1726/27), wo er im Auftrag von Kardinal Ottoboni eine Wandmalerei in der San Lorenzo in Damaso gestaltete, lebte Diziani ab 1720 wieder ausschließlich in Venedig. In diesem Jahr wurde er in die venezianische Malergilde aufgenommen und beendete einen Zyklus von acht Bildern, an dem er zehn Jahre lang gearbeitet hatte. Dazu gehört ein Bildnis der Maria Magdalena, das sich in der Kirche San Stefano in Belluno befindet. Er malte zudem drei Fresken über das Leben von St. Helena in der Scuola del Vin bei San Silvestro in Venedig.
Nach dem Tod von Sebastiano Ricci 1734 gab er die Bühnenmalerei auf und widmete sich ganz der Dekorationsmalerei, wobei er hauptsächlich historische, religiöse und landschaftliche Motive wählte. Diziani war für eine schnelle und akkurate Maltechnik mit kraftvollem Pinselstrich bekannt. Besonders sein Frühwerk zeichnet sich durch überbordende Farben und Gesten aus, was auf den Einfluss Riccis zurückzuführen ist. Später entwickelte er seinen eigenen Stil, der etwas sanfter und filigraner ist, was sich insbesondere in seinen Werken der zweiten Hälfte der 1740er Jahre widerspiegelt.
Zu seiner Zeit war Diziani ein sehr beliebter und vielbeschäftigter Maler, der zahlreiche Arbeiten für Kirchen und Klöster in und um Venedig ausführte, wobei ihn seine beiden Söhne Antonio (1737–1797) und Giuseppe (1732–1803) tatkräftig unterstützten. Zu seinen Schülern gehörten Jacopo Marieschi (1711–1794) und Pietro Edwards (1744–1821).
Während des 19. Jahrhunderts geriet Diziani weitgehend in Vergessenheit, seine Werke wurden kaum noch erwähnt oder Ricci zugeschrieben. Erst später wurde sein wichtiger Beitrag zur künstlerischen Epoche des Spätbarock wieder anerkannt. Heute finden sich seine Arbeiten in bedeutenden Museen wie der Eremitage, im Pariser Louvre oder in der Wiener Albertina.